# Friedrich Maximilian von Lersner (Politiker, 1697)
Friedrich Maximilian von Lersner (* 20. Februar 1697 in Frankfurt am Main; † 8. März 1753 ebenda) war ein deutscher Librettist und Bürgermeister von Frankfurt am Main.

## Leben

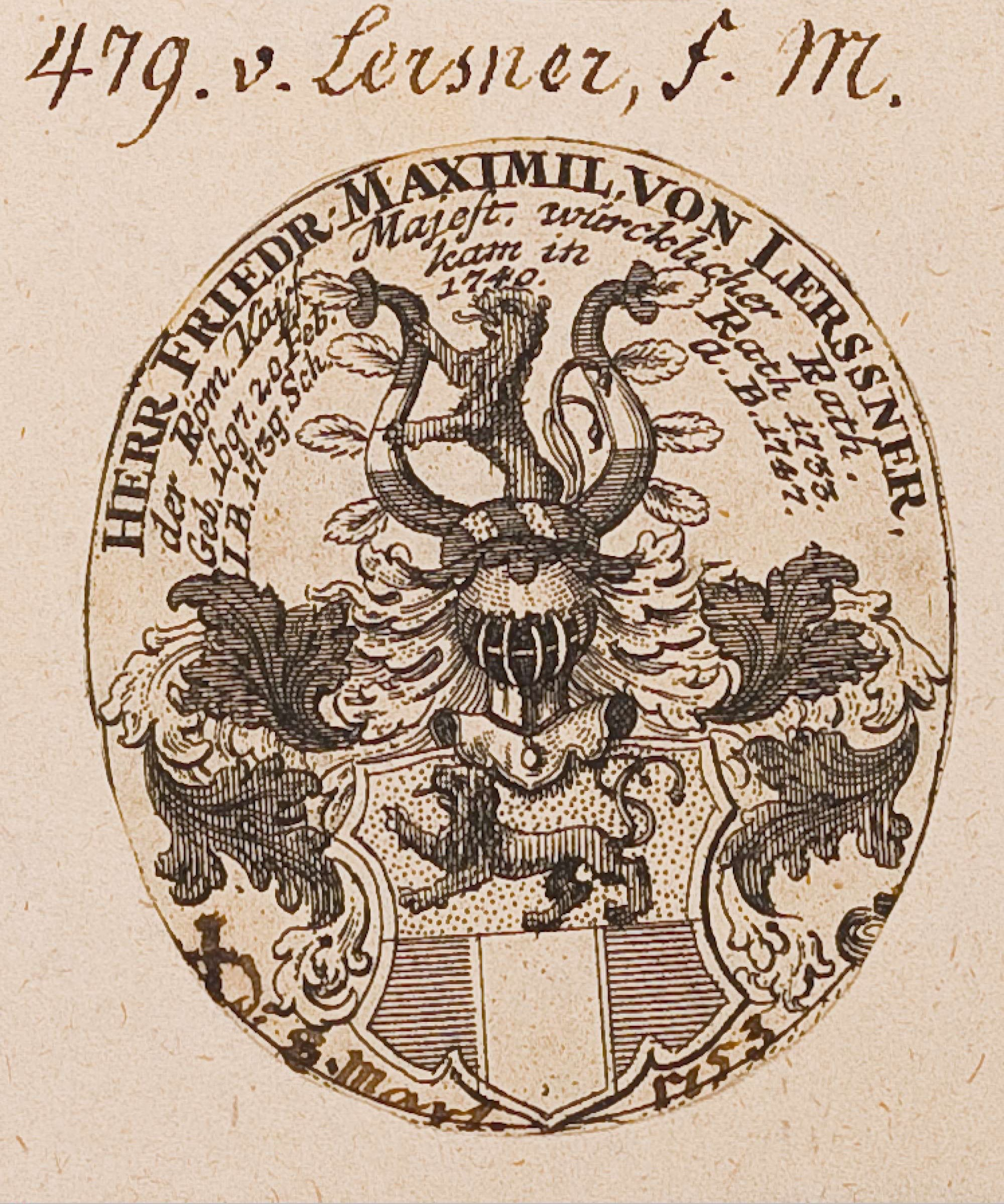
Wappen von Friedrich Maximilian von Lersner (1747)

Von Lersner entstammte der adeligen Familie Lersner. Sein (gleichnamiger) Vater, Friedrich Maximilian von Lersner (1671–1731) war mit seiner Mutter Susanna Catharina, geb. Baur von Eysseneck (1677–1741) verheiratet. Er hatte 9 Schwestern und 5 Brüder u. a. Heinrich Ludwig von Lersner (1703–1785) und Ludolf Erich von Lersner (1713–1773).
Nach seinem Studium in Altdorf begab er sich auf mehrere Reisen, danach war er Kanzleirat in dänischen Diensten. Dabei muss er in Kopenhagen den Komponisten Reinhard Keiser getroffen haben, für den er 1722 mindestens 4 Libretti zu seinen Opern schrieb, die in Kopenhagen uraufgeführt wurden. Danach war von Lersner dänischer Gesandter in Paris.
Von Paris ereilte ihn 1733 der Ruf für einen Sitz im Rat der Stadt Frankfurt am Main. 1739 war er dort jüngerer  Bürgermeister. 1740 rückte er auf die erste Ratsbank vor, die Schöffenbank, der er bis zum Lebensende angehörte. In den Jahren 1747 und 1751 war er Älterer Bürgermeister in der Reichsstadt, zudem erhielt er den Titel eines kaiserlichen Rates von Karl VII. verliehen. Max III. Joseph von Bayern ernannte ihn am 6. August 1745 zum kurbayrischen Legationsrat und Residenten.
Er stand im Briefwechsel mit vielen Gelehrten seiner Zeit u. a. mit Gerlach Adolph von Münchhausen, dem ersten Kurator der Universität Göttingen.
Seine Frau war Sophia Magdalena von Lersner (1695–1767; geb. von Syvertes), sein erstgeborener (gleichnamiger) Sohn war Friedrich Maximilian von Lersner (1735–1804), der Patenonkel Friedrich Maximilian Klingers war. Sein zweitgeborener Sohn war Ludwig Adolf von Lersner (1739–1787), dessen Sohn ebenfalls Friedrich Maximilian von Lersner (1781–1815) hieß.

## Werke
- De corredo, Kohles, Altdorf, 1722.
- Versuch von den Menschen in vier Sittenbriefen (aus dem Englischen), Frankfurt (a. M.), 1741.
- Die unvergleichliche Psyche 16. April 1722 Christian Heinrich Postel, bearbeitet von Friedrich Maximilian von Lersner
- Ulysses (Oper, Musik von Reinhard Keiser, UA geplant für den 11. Oktober 1722 in Kopenhagen zum Geburtstag des Königs)[3]
- Der Armenier 1722
- Sancio oder Die siegende Großmuth 1723